# (500015) 2011 QZ48
(500015) 2011 QZ48 es un asteroide perteneciente al cinturón de asteroides, descubierto el 1 de octubre de 2000 por el equipo del Lincoln Near-Earth Asteroid Research desde el Laboratorio Lincoln, Socorro, Nuevo México, Estados Unidos.

## Designación y nombre
Designado provisionalmente como 2011 QZ48.

## Características orbitales
2011 QZ48 está situado a una distancia media del Sol de 3,133 ua, pudiendo alejarse hasta 3,680 ua y acercarse hasta 2,586 ua. Su excentricidad es 0,174 y la inclinación orbital 11,62 grados. Emplea 2026,08 días en completar una órbita alrededor del Sol.
Los próximos acercamientos a la órbita de Júpiter se producirán el 22 de julio de 2075, el 20 de diciembre de 2055 y el 15 de marzo de 2159, entre otros.

## Características físicas
La magnitud absoluta de 2011 QZ48 es 15,8.